# Kenny Shiels
Kenny Shiels (født 27. april 1956) er en nordirsk fodboldtræner. Han har siden maj 2019 været landstræner for Nordirlands kvindefodboldlandshold. Derudover han tidligere været cheftræner for skotske Kilmarnock F.C., Greenock Morton F.C. og andre nordirske ligaklubber.
I april 2021 lykkedes det ham at føre det nordirske kvindelandshold til det første EM i kvindefodbold nogensinde, efter en samlet 4–1 sejr over Ukraine i play-off-kampene i EM-kvalifikationen. Shiels udtalte selv at det var: "den bedste sportslige præstation nogensinde i Storbritannien".